# Stazione di Milazzo
La stazione di Milazzo è una stazione ferroviaria posta sulla linea Palermo-Messina. Serve il centro abitato di Milazzo. Nella stazione fermano tutti i treni sia regionali che a lunga percorrenza. Il fascio binari e costituito da 4 binari per servizio passeggeri e 8 binari merci.

## Storia
La stazione è entrata in servizio il 30 novembre 1991, in seguito all'entrata in funzione della variante tra Bivio Terme Vigliatore-Patti S.P.P e Pace del Mela, sostituendo la vecchia stazione entrata in servizio il 20 agosto 1890 insieme al tratto San Filippo–Milazzo.
Nel 2022 sono partiti i lavori di ristrutturazione della stazione, ancora in corso.

## Servizi
- Biglietteria a sportello (ristrutturazione)
- Biglietteria automatica
- Bar (ristrutturazione)